# Impatiens nosymangabensis
Impatiens nosymangabensis är en balsaminväxtart som beskrevs av Fischer och Raheliv. Impatiens nosymangabensis ingår i släktet balsaminer, och familjen balsaminväxter. Inga underarter finns listade i Catalogue of Life.